# Tim Sweeney
Timothy D. Sweeney est un programmeur et entrepreneur américain né le 12 avril 1967. Fondateur d'Epic Games, il est connu pour son travail sur ZZT et le moteur graphique Unreal Engine.
En 2017, il reçoit un Game Developers Choice Award pour l'ensemble de sa carrière.

## Fortune
En 2018, d’après une estimation de Bloomberg, il serait désormais à la tête de la 197e fortune mondiale, avec 7,18 milliards de dollars (soit 6,25 milliards d’euros), devant Gabe Newell (Valve) et Kim Jungju. Cette fortune lui vient notamment de la création du jeu vidéo mondialement connu, Fortnite, lui permettant d'amasser plus de 5 milliards USD en 2018. (Nexon).

## Fondation d'Epic Games
Sweeney a fréquenté l' Université du Maryland à partir de 1989, où il a étudié l'ingénierie mécanique  bien qu'il soit toujours fasciné par les ordinateurs. À cette époque, son père, qui travaillait pour la Defense Mapping Agency , lui a donné un ordinateur personnel IBM/AT. Sweeney a créé une entreprise de conseil, Potomac Computer Systems, à partir de la maison de ses parents, mais elle n'a jamais décollé et il a mis la société en veilleuse. Plus tard, Sweeney a eu l'idée de créer des jeux qui pourraient être vendus, en les programmant la nuit ou le week-end en dehors du travail universitaire. Cela l'a d'abord obligé à créer un  éditeur de texte basé sur le langage Pascal pour pouvoir programmer le jeu, ce qui l'a conduit à l'idée de faire un jeu à partir de l'éditeur de texte lui-même. Cela est devenu la base de ZZT .Il a laissé ses amis de l'université et ceux de son quartier lui donner leur avis, et était conscient que c'était quelque chose qu'il pouvait vendre à d'autres utilisateurs d'ordinateurs. Pour distribuer le jeu, Sweeney s'est tourné vers le modèle shareware et a écrit à Scott Miller d' Apogee Software, Ltd.un important producteur de shareware à l'époque, pour lui demander des idées sur la façon de distribuer ZZT . Il a revitalisé Potomac Computer Systems pour vendre ZZT , en remplissant les commandes par correspondance avec l'aide de son père. ZZT s'est suffisamment bien vendu, quelques exemplaires par jour pour environ 100 $ US par jour, pour que Sweeney décide de faire du développement de jeux sa carrière. Reconnaissant qu'il avait besoin d'un meilleur nom pour une société de jeux vidéo, il a renommé Potomac Computer Systems en Epic MegaGames.
Après ZZT , Sweeney a commencé à travailler sur son prochain titre, Jill of the Jungle , mais a constaté qu'il manquait de compétences pour le terminer seul. Il a formé une équipe de quatre personnes pour terminer le jeu à la mi-1992.  Pour poursuivre le développement, Sweeney a recherché un partenaire commercial pour Epic MegaGames, en s'adressant finalement à Mark Rein , qui venait d'être licencié par id Software. Rein a aidé à la croissance et à la gestion de l'entreprise ; en raison de la croissance de l'entreprise, Sweeney n'a pas fini par obtenir son diplôme, à un crédit près. Sweeney a ensuite commencé à travailler sur l' Unreal Engine , développé pour le jeu de tir à la première personne Unreal de 1998 et sous licence par plusieurs autres jeux vidéo.Avec le succès d' Unreal , la société a déménagé en Caroline du Nord en 1999 et a changé son nom en Epic Games.

## Prix et reconnaissances
Le magazine Wired lui a décerné un Rave Award en 2007 pour son travail sur Unreal Engine 3, la technologie à l'origine du blockbuster Gears of War.
En février 2012, Sweeney a été intronisé au Temple de la renommée de l' Academy of Interactive Arts & Sciences  (AIAS) pour avoir changé « le visage du jeu avec l'avènement de l'Unreal Engine et l'engagement d'Epic, en tant que studio, à amener la technologie destinée au grand public et à l'industrie vers de nouveaux sommets. »
En reconnaissance de ses efforts de conservation, il a été nommé conservateur foncier de l'année en 2013 par la North Carolina Wildlife Federation, et plus tard en 2014, les fiducies foncières de Caroline du Nord lui ont décerné le prix Stanback Volunteer Conservationist of the Year.
En 2017, Sweeney a reçu le Lifetime Achievement Award aux Game Developers Choice Awards.
En 2019, il a été nommé Personnalité de l'année par le magazine spécialisé britannique MCV. Il a également été finaliste pour le prix Tar Heel of the Year de The News & Observer , qui récompense les contributions des résidents de Caroline du Nord